# Erwin Romero
Erwin Romero   (Camiri, 27 de juliol de 1957) és un exfutbolista bolivìà de la dècada de 1980.
Fou 49 cops internacional amb la selecció de Bolívia. Participà en les Copes Amèrica de 1979 i 1983.
Pel que fa a clubs, defensà els colors de Oriente Petrolero, Quilmes, Blooming i Bolívar.